# The Invasion (Doctor Who)
The Invasion es el tercer serial de la sexta temporada de la serie británica de ciencia ficción Doctor Who, emitida originalmente en seis episodios semanales del 2 de noviembre al 21 de diciembre de 1968. Es el primero de los seriales incompletos que se publicó en DVD con reconstrucciones de sus episodios perdidos mediante animación. También marca las primeras apariciones de UNIT y del Sargento Benton.

## Argumento
La TARDIS esquiva un misil que le ha disparado una nave espacial desde la Luna, obligando al Doctor, Jamie y Zoe a aterrizar en la Tierra del siglo XX. El estabilizador visual se ha dañado, haciendo a la TARDIS invisible, así que tratan de encontrar al Profesor Edward Travers (de The Abominable Snowmen y The Web of Fear) para pedirle ayuda. Toman un autobús a Londres, y, en el camino, el conductor habla de International Electromatics, o I.E., el mayor fabricante de electrónica del mundo; pero, tras dejarles, el conductor es asesinado por dos guardias de I.E. que les han estado siguiendo en motocicleta.
El Doctor descubre que el profesor Travers se ha marchado a América con su hija, dejando su casa en Londres al cuidado de Isobel Watkins y su tío científico, el profesor Watkins, que ha desaparecido misteriosamente mientras trabajaba para la misma compañía, la International Electromatics. El Doctor y Jamie se dirigen a la oficina central de I.E. en Londres para investigar. Cuando el recepcionista computerizado les impide el paso, entran por una entrada trasera, pero son detenidos y llevados ante el director general de IE, el siniestro Tobias Vaughn, que les cuenta la patraña de que el profesor Watkings estaba en una etapa delicada de su trabajo y no quería ver a nadie. El Doctor sospecha inmediatamente, al darse cuenta de que el inhumano Vaughn no ha parpadeado ni una sola vez durante la conversación. Vaughn convence al Doctor de que le deje el circuito dañado de la TARDIS para probarlo. Tras irse ellos, Vaughn descubre una máquina alienígena escondida tras un panel en la pared de su oficina, y descubre por él que el Doctor ha sido reconocido como proveniente del Planeta 14 y que es una amenaza a sus planes que debe ser destruida.
El Doctor y Jamie son secuestrados por dos extraños y les llevan a una aeronave de transporte militar que ocupa una sala de operaciones completa, donde se reencuentran con el ahora Brigadier Lethbridge-Stewart, que está a cargo de una fuerza militar conocida como UNIT. Les explica que están investigando a IE, porque cuando la gente visita las oficinas, se comportan de un modo extrañamente diferente a partir de entonces. También les informa de que el conductor que les llevó antes es un miembro de UNIT, y que ha desaparecido.
Al ver que se retrasan, Zoe e Isobel van al edificio de IE en busca del Doctor y Jamie. Ellos también se encuentran con el recepcionista computerizado, pero Zoe rechaza que le eche, y sabotea la máquina. La alarma que esto hace saltar provoca su captura. Isobel será usada como rehén para obligar a su tío, que está cautivo, a cooperar con Vaughn. El jefe de científicos de Vaughn, Gregory, estudia el circuito de la TARDIS y descubre que es producto de una civilización extraterrestre. Vaughn así se da cuenta de que el Doctor podría tener el conocimiento del que carece el profesor Vaughn...

### Continuidad
- El cabo (después sargento) Benton de UNIT aparece en este serial. John Levene, que antes había interpretado a un Cyberman en The Moonbase y a un Yeti en The Web of Fear, volvería a interpretar el papel quince veces más en la serie.

#### Planeta 14
Los Cybermen mencionan haberse encontrado antes con el Doctor en el "Planeta 14". La identidad de ese Planeta 14 es incierta, y ha sido tema de mucha especulación y discusión. En un ensayo en About Time, un análisis crítico del Doctor Who clásico, Lawrence Miles y Tat Wood sugieren que el Planeta 14 podría ser Telos, colocando ese planeta como el decimocuarto planeta del sistema solar, tras los planetas conocidos, el planeta enano Eris y los planetas mencionados en The Image of Fendahl y The Sun Makers. En el ensayo, confundieron el planeta Eris, entonces con el nombre "Xena", con el planeta Sedna, al ser ambos descubiertos por el mismo grupo de astrónomos.

## Producción
| Episodio          | Fecha de emisión        | Duración | Espectadores en millones | Estado en el archivo              |
| ----------------- | ----------------------- | -------- | ------------------------ | --------------------------------- |
| Episodio 1        | 2 de noviembre de 1968  | 24:32    | 7,3                      | Solo quedan fotogramas y el audio |
| Episodio 2        | 9 de noviembre de 1968  | 24:26    | 7,1                      | Película de 16 mm                 |
| Episodio 3        | 16 de noviembre de 1968 | 23:44    | 7,1                      | Película de 16 mm                 |
| Episodio 4        | 23 de noviembre de 1968 | 24:18    | 6,4                      | Solo quedan fotogramas y el audio |
| Episodio 5        | 30 de noviembre de 1968 | 23:25    | 6,7                      | Película de 16 mm                 |
| Episodio 6        | 7 de diciembre de 1968  | 23:20    | 6,5                      | Película de 16 mm                 |
| Episodio 7        | 14 de diciembre de 1968 | 24:46    | 7,2                      | Película de 16 mm                 |
| Episodio 8        | 21 de diciembre de 1968 | 25:03    | 7,0                      | Película de 16 mm                 |
| [ 2 ] [ 3 ] [ 4 ] |                         |          |                          |                                   |

- Originalmente, The Invasion iba a ser una historia de seis partes titulada Return of the Cybermen.
- El personaje del profesor Travers (que apareció en las dos historias anteriores de los Yetis) iba a aparecer por tercera vez, pero se tomó la decisión de reemplazarle por el profesor Watkins, ya que el personaje no iba a aparecer de una forma suficientemente destacable, aunque Travers sigue siendo mencionado varias veces.[5]
- La secuencia donde Gregory describe el ataque de UNIT en un coche de IE y después es asesinado por un Cyberman se escribió en el guion después de que las presiones del tiempo impidieran al equipo de producción filmar el ataque al coche en exteriores.

### Rodaje
- Wendy Padbury no aparece en el episodio tres, ya que estaba de vacaciones.
- Frazer Hines estaba de vacaciones durante el último episodio, pero apareció en un fragmento filmado con anterioridad en la conclusión.
- Según Frazer Hines para una entrevista en el CD de audio de The Invasion, la falda de Sally Faulkner no dejaba de levantársele hasta el cuello mientras subía la escala hacia el helicóptero. Para evitar que le pasara a él lo mismo con su kilt, recordó que había leído en algún sitio que la reina llevaba lastres cosidos en el dobladillo de su falda para que no le pasara esto a ella. Además, el encargado de vestuario de Frazer era un gran pescador, y así le pidió que le cosiera algunos contrapesos al kilt.
- Los Cybermen no hacen su aparición hasta el episodio cuarto.[6]

### Posproducción
- Por el rechazo del director Douglas Camfield a que el compositor regular Dudley Simpson hiciera la banda sonora, se contrató a Don Harper para hacer la música de este serial. Sería el único trabajo de Harper en Doctor Who.